# Herb Bad Orb

Herb Bad Orb

Herb Bad Orb stanowi w polu niebieskim siedząca na białym koniu postać świętego Marcina w złotej zbroi prawą ręką przecinającego swój czerwony płaszcz. Koń z uniesioną lewą, przednią nogą stąpa w heraldycznie prawą stronę, święty Marcin odwraca się w stronę lewą. Pod koniem w pozycji półleżącej na ziemi, zwrócony w lewą stronę, półnagi żebrak z wyciągniętą w górę lewą ręką. Głowę świętego otacza złoty nimb.
Postać świętego nawiązuje do patrona miasta oraz miejscowego kościoła. Święty Marcin występował już na najstarszej pieczęci miejskiej, pochodzącej z XIV wieku.